# Cuore artico
Cuore artico (Le Secret des banquises) è un film del 2016 diretto da Marie Madinier.
La pellicola è stata presentata al Festival du film de Cabourg nel giugno 2016.

## Trama
Christophine è una giovane ricercatrice che lavora in un centro francese altamente specializzato che fa esperimenti sulla PPM, una proteina presente nei pinguini dal grande potere immunizzante.
La ragazza è innamorata del professore Quignard, che è a capo di tutto il progetto. Comincia casualmente a lavorarvi a stretto contatto, e quando intuisce che lo stesso ha scadenze pressanti e difficoltà a portare avanti tutto il progetto a causa degli scarsi risultati raggiunti, si inocula del genoma di pinguino offrendosi alla scienza come cavia umana.
Quignard approfitta della circostanza offerta pur non rivelandola a nessuno e comincia a lavorare strettamente con Christopine, fin quando non arriva alla scoperta tanto attesa. Confermati i risultati con i topi, Quignard si candida al Premio Nobel, ma Christophine comincia ad avere strani effetti collaterali e si eclissa.
Dopo aver riscontrato problemi nei topi, Quignard intuisce cosa possa essere successo a Christophine e la trova in effetti a casa sua, quasi allo stremo.
Su desiderio di lei Quignard la fa trasportare in Antartide dove troverà un habitat più consono al suo nuovo status, e intanto non si dà pace per trovare una cura per salvarla.
Vistosi perso sul fronte di questa nuova ricerca, ma avendo compreso la generosità della ragazza e quanto in realtà anche lui la ami, si inocula anche lui la stessa sostanza e la raggiunge tra i ghiacci del polo sud dove lei è ormai mutata in un essere a metà tra l'uomo ed il pinguino.

## Produzione
Per la sceneggiatrice Marie Madinier si tratta del primo lungometraggio come regista. Il film è stato girato in otto settimane, a partire dall'aprile 2015.